# Grijskinheremietkolibrie
De grijskinheremietkolibrie (Phaethornis griseogularis) is een vogel uit de familie Trochilidae (kolibries).

## Verspreiding en leefgebied
Deze soort komt voor in het westelijke en noordelijke Amazonebekken en noordwestelijk Peru en telt drie ondersoorten:
- P. g. griseogularis: van zuidelijk en oostelijk Colombia, zuidelijk Venezuela en noordwestelijk Brazilië tot oostelijk Ecuador en oostelijk Peru.
- P. g. zonura: noordwestelijk Peru.
- P. g. porculae: noordwestelijk Peru en zuidwestelijk Ecuador.